# Ulrich Hesse
Ulrich „Uli“ Hesse, auch ~ Hesse-Lichtenberger, (* 8. Februar 1966 in Dortmund) ist ein deutscher Sportjournalist und Buchautor.

## Leben
Hesse studierte Anglistik und Germanistik an der Ruhr-Universität in Bochum, das Thema seiner Magisterarbeit war Baseball and American Myths.
Nach seinem Studium arbeitete er als freier Journalist für zahlreiche deutsche Magazine und Zeitungen (u. a. Süddeutsche Zeitung, taz, Rolling Stone, Hattrick Fußballmagazin). Bekannt wurde er aber vor allem durch seine Berichterstattung über den deutschen Fußball in ausländischen Medien. Ab Februar 1996 schrieb Hesse für das britische Fußballmagazin FourFourTwo, sechs Jahre später veröffentlichte er das erste Buch in englischer Sprache, das sich umfassend mit der Geschichte des deutschen Fußballs beschäftigte (Tor! The Story of German Football). Zwischen 2002 und 2016 verfasste er mehr als 400 Kolumnen für die amerikanische Website ESPN FC. Besonderer Beliebtheit erfreute sich die Saisonabschluss-Kolumne, in der Hesse seit 2003 alljährlich untersuchte, ob die Bundesliga weiterhin die Liga mit den meisten Toren pro Spiel ist – und warum.
Hesse arbeitete ein Jahr lang als Chefredakteur der deutschen Ausgabe des offiziellen UEFA-Magazins zur Champions League (Champions, später Champions Matchday) und war in der Folge als beratender Redakteur für die englische Ausgabe tätig, bis die Publikation 2015 eingestellt wurde. Seit Herbst 2016 gehört er zum Redaktionsteam der deutschen Zeitschrift 11Freunde, seit 2023 ist er Chef vom Dienst der Druckausgabe. Zwei seiner deutschsprachigen Bücher wurden von der Deutschen Akademie für Fußball-Kultur für den Preis „Fußballbuch des Jahres“ nominiert. Sein englischsprachiges Buch über Borussia Dortmund, Building the Yellow Wall, gewann den „British Sports Book Award“ 2019 in der Kategorie Fußball.
Bis Oktober 2009 publizierte Hesse unter dem Namen Hesse-Lichtenberger.
Er ist Mitglied der Deutschen Akademie für Fußball-Kultur.

## Werke
- Tor! The Story of German Football. 2002, ISBN 0-9540134-3-3.
- Flutlicht und Schatten: Die Geschichte des Europapokals. 2005, ISBN 3-89533-474-X.
- Wie Österreich Weltmeister wurde. 111 unglaubliche Fußballgeschichten. 2008, ISBN 978-3-89533-597-6.
- mit Andreas Spohr und Heiko Buschmann: Mesut Özil: Auf dem Weg zum Weltstar. 2012, ISBN 978-3-7688-3528-2.
- Tor! Historien om tysk fodbold. 2012, ISBN 978-87-92660-10-7.
- mit Gregor Schnittker: Unser ganzes Leben – Die Fans des BVB. 2013, ISBN 978-3-7307-0014-3.
- mit Paul Simpson: Who Invented the Stepover? 2013, ISBN 978-1-78125-006-8.
- Tor! The Story of German Football. Erweiterte Neuausgabe. 2013, ISBN 978-0-9561011-3-6.
- Tor! Historia niemieckiej pilki noznej. 2014, ISBN 978-83-937251-0-6.
- mit Paul Simpson: Who Invented the Bicycle Kick? 2014, ISBN 978-0-06-234694-0.
- als Co-Autor von Werner Hansch: … Alles andere ist Schnulli-Bulli! Mein verrücktes Reporterleben. 2014, ISBN 978-3-7307-0135-5.
- mit Paul Simpson: Wer erfand den Übersteiger? 2015, ISBN 978-3-7307-0179-9.
- Alles BVB! Unverzichtbares Wissen rund um die Schwarzgelben. 2016, ISBN 978-3-7307-0247-5.
- Bayern: Creating a Global Superclub. 2016, ISBN 978-0-224-10010-6.
- Bayern München: Achter de Schermen van de Rekordmeister. 2016, ISBN 978-94-004-0413-7.
- Bayern: Globalny superklub. 2018, ISBN 978-83-8129-101-9.
- Bayern: Egy globális szuperklub születése. 2018, ISBN 978-963-406-448-0.
- Building the Yellow Wall: The Incredible Rise and Cult Appeal of Borussia Dortmund. 2018, ISBN 978-1-4746-0624-0.
- Borussia Dortmund. Siła żółtej ściany. 2019, ISBN 978-1-4746-0624-0
- Így épült a Sárga Fal – A Borussia Dortmund hihetetlen felemelkedése és kulturális jelentősége. 2021, ISBN 978-615-6345-05-9
- Tor! The Story of German Football. Erweiterte Neuausgabe. 2022, ISBN 978-1-91353874-3.
- The Three Lives of the Kaiser – A Biography of Franz Beckenbauer. 2023, ISBN 978-1471189104.